# Henrik Gyllenram
Henrik Gustaf Wilhelm Gyllenram (i riksdagen kallad Gyllenram i Visby och Gyllenram i Karlstad), född 7 maj 1814 i Gottröra socken i Stockholms län, död 17 november 1890 i Hedvig Eleonora församling i Stockholm, var en svensk militär, politiker och ämbetsman. Han tillhörde ätten Gyllenram och var far till Henric Fredric Gyllenram.

## Biografi
Gyllenram blev fänrik vid Andra livgrenadjärregementet 1833, löjtnant 1846, kapten 1854, major 1858, överstelöjtnant 1862, överste i armén 1862, militärbefälhavare och chef Gotlands nationalbeväring 1862–1873 samt generalmajor 1863. Han var vidare landshövding på Gotlands län 1862–1873 och i Värmlands län 1873–1885.
Han företrädde ridderskapet och adeln vid ståndsriksdagarna 1853–1854, 1856–1858, 1859–1860, 1862–1863 och 1865–1866. Gyllenram var senare ledamot av riksdagens första kammare 1867–1874 och 1885–1888, invald i Gotlands läns valkrets 1867–1874 samt Värmlands läns valkrets 1885–1888.
Gyllenram var son till majoren Bernhard Fredrik Gyllenram och hans hustru grevinnan Beata Christina Lovisa Douglas. Han gifte sig 1840 med Ebba Augusta Arnell.